# Aqueduc romain de Can Cua
L'aqueduc romain de Can Cua est un aqueduc de la Rome antique situé dans la commune de Pineda de Mar (comarque de Maresme), dans la province de Barcelone en Catalogne,.
Il il protégé en tant que Bien culturel d'intérêt national dans la catégorie zone archéologique.

## Historique
Les Romains se sont installés dans la région du Maresme à partir du IIe siècle av. J.-C. et se sont répandus sur toute la bande côtière. Dans la commune de Pineda de Mar se trouvent les restes d'une villa romaine dans la ferme de Can Roig, probablement active entre les Ier et Ve siècles. Les vestiges archéologiques permettent de déduire l'importance de ce village, on a trouvé les restes d'un lacus (réservoir ou étang d'irrigation) alimenté par l'aqueduc qui a été étudié par l'archéologue Francesc Prat i Puig (es) en 1932.

## Description
Différentes sections sont actuellement conservées, dont  les quatre arcades de Can Cua. La canalisation était aménagée sur la rive gauche du ruisseau, qui était recouverte, se séparant en trois aqueducs : celui de Can Marquès, celui de Can Cua, d'une longueur de 29,30 m avec 4 arcades, et celui de Can Palau de la Guitarra, aujourd'hui complètement disparu. Au total, il devait avoir une longueur de 3,5 km, disparaissant en deux tronçons souterrains, et devait atteindre Can Roig, où se trouvait le lacus. Le matériau utilisé pour les murs et les arcades est de la pierre liée avec un mortier très résistant, provenant du même terrain ; des pierres plates posées radialement étaient utilisées dans les voûtes. La fermeture des arcs était réalisée avec des morceaux d'ardoise. Les angles du canal ont été renforcés avec de l'opus signinum et aplatis à la chaux. 
L'aqueduc de Can Cua fait partie de ces ouvrages, dont la grandeur était souvent disproportionnée par rapport à la quantité d'eau qu'ils pouvaient transporter.

## Galerie

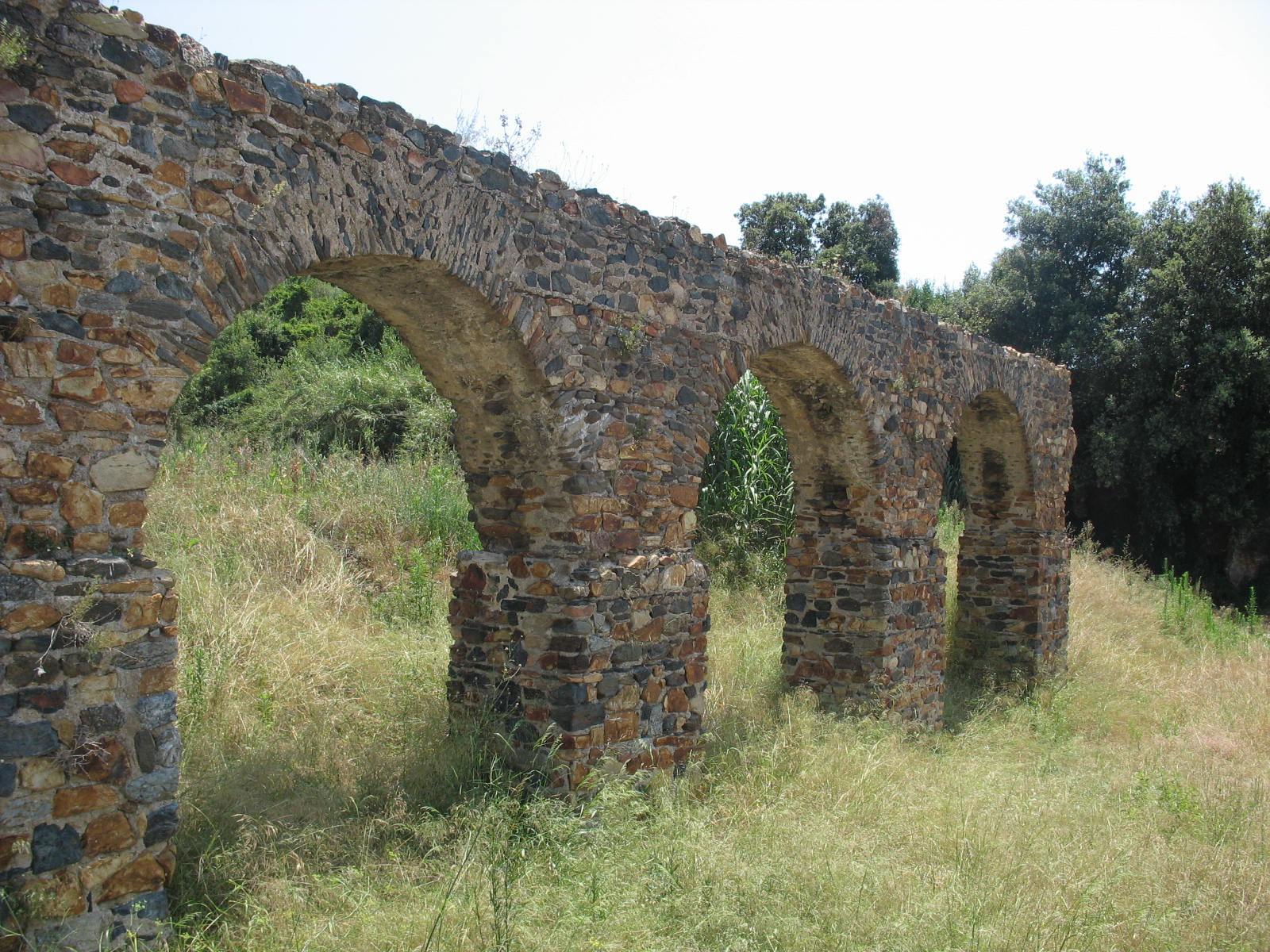
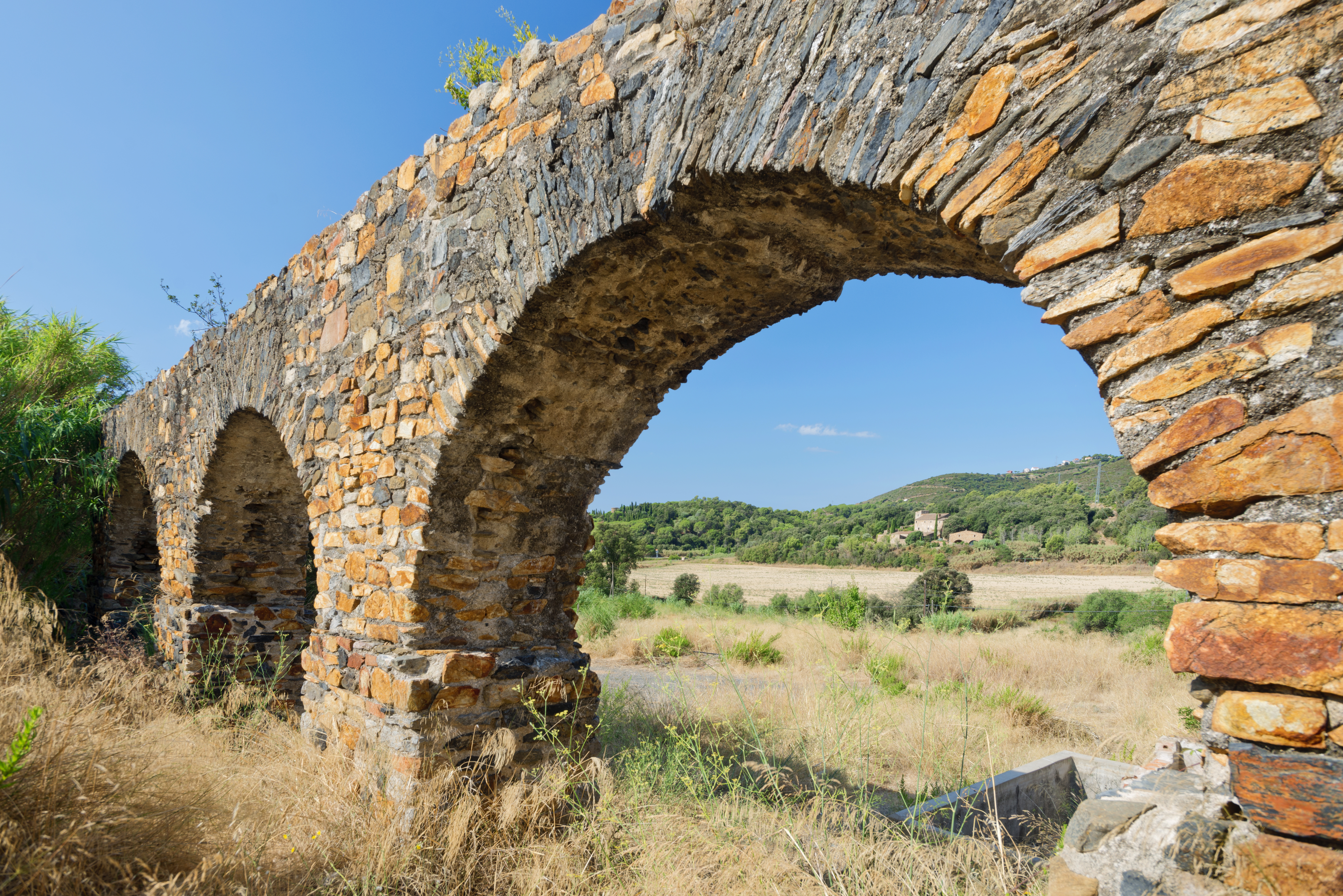